# Jens Wittek
Jens Wittek (* 19. März 1961) ist ein ehemaliger deutscher Radsportler und DDR-Meister im Radsport.

## Sportliche Laufbahn
Wittek war überwiegend als Bahnfahrer aktiv. Er wurde 1984 DDR-Meister mit seinem Vereinskameraden Axel Grosser im Zweier-Mannschaftsfahren. 1983 waren beide bereits Vize-Meister im Zweier-Mannschaftsfahren geworden. Einen weiteren Titel gewann Wittek auf der Straße. Er siegte bei der DDR-Meisterschaft 1984 im Mannschaftszeitfahren mit seinen Teamkameraden Frank Herzog, Jan Schur und Axel Grosser. Wittek startete für den SC DHfk Leipzig. 1984 trat er bei der DDR-Rundfahrt an und belegte den 58. Platz in der Gesamtwertung. Danach bestritt er fast nur noch Bahnrennen. Er beendete 1987 seine Laufbahn als Leistungssportler und startete danach für die BSG Motor Rostock.